# Larissa (satèl·lit)
Larissa, també anomenat Neptú VII, és un satèl·lit natural del vuitè i últim planeta, Neptú. El seu nom prové de Larissa, un amor de Posidó o Neptú en la mitologia grega. Larissa té una superfície irregular: no és esfèrica i està coberta per gran nombre de cràters, cosa que mostra que aquest món llunyà no té signes d'activitat geològica. Es creu que es va formar per fragments de diversos materials provinents de restes d'altres satèl·lits destrossats fa temps. Se'n sap relativament poc, igual que molts altres satèl·lits de Neptú (Tritó és excepció). La seva òrbita és quasiesfèrica, però se sap que es veu fortament afectada per la gravetat de Neptú, cosa que d'aquí milers d'anys farà que traspassi el límit de Roche i així es produiran nous anells planetaris a l'últim planeta, com ha passat amb molts altres satèl·lits al llarg de la història del gegant gasós.
Aquest satèl·lit va ser descobert fortuïtament el 24 de maig de 1981 per un equip d'astrònoms liderat per Harold Reitsema. Per confirmar-ho, la sonda Voyager 2, quan va arribar al gegant gasós l'any 1989, va passar pel sistema de satèl·lits de Neptú; quan va arribar a la suposada posició de Larissa, la seva existència va ser confirmada, com Harold Reitsema i el seu equip havien previst. Provisionalment, va rebre el nom de S/1981 N 1, i l'any 1991 va rebre el nom actual.